# Массивовая кладка
Массивовая кладка — конструкция в виде кладки из бетонных блоков массой до 100 и более тонн, относится к гравитационным сооружениям. Применяется для возведения, молов, волноломов, причалов, опор: мостов, маяков, створных знаков, набережных. 

## Устройство
Блоки обычно устанавливают горизонтальными рядами с перевязкой швов. При возведении набережных со стороны берега отсыпается разгрузочная призма для уменьшения давления, применяются специальные фильтры и отсыпки из щебня для предотвращения вымывания засыпки через щели в кладке. При возведении волноломов перевязка швов между рядами и курсами не только обязательна, но и ее величина существенно зависит от расчетной высоты волны и, следовательно, от массы блоков. Согласно "Указаниям по проектированию гидротехнических сооружений, подверженных волновым воздействиям" (СН 288-64) минимальная длина перевязки швов принимается в соответствии с Таблицей 6. Например, при массе блоков более 40 тонн в вертикальных сечениях голов оградительных сооружений должна быть не менее 0.90 м. При меньшей массе - не менее 0,8 м.  Толщина вертикальных швов между массивами в проектной разрезке правильной кладки должна приниматься в размере 2 см. Ширина вертикальных осадочных швов должна приниматься не более 5 см. Число типов массивов должно быть минимальным. Отношение наибольшего размера в плане к его высоте должно быть: в кладке горизонтальными рядами с перевязкой швов - не более 3, в кладке без перевязки швов - не более 4. В защитных массивах (для покрытий берм и откосов постели) — не более 7. Отношение наименьшего размера обыкновенного массива в плане к его высоте должно быть не менее 1, или 0.75 для массивов, замыкающих курсы.
Следует заметить: все вышеописанные ограничения столь значительны и, порой, противоречивы, что довольно сильно усложняют процесс проектирования секции длиной 25-40 м. Степень оптимизации массивовой кладки существенно зависит от мастерства и квалификации проектировщика. Строго математический подход к задаче рациональной укладки многотонных блоков начался в 1940 году в исследованиях советского ученого Владимира Ивановича Швея. Начиная с 1972 года оптимизацию массивовой кладки для волноломов осуществил Георгий Минькович Александров после опубликования в 1975 году авторского свидетельства на изобретение № 658209. Было математически доказано, что секции волнолома возможно осуществить всего тремя типами блоков, массы которых одинаковы и равны грузоподъемности кранового оборудования. Дальнейшие разработки показали, что часто оказывается возможным применять всего два типа блоков одинаковой массы. Именно один из таких случаев приведен в иллюстрации. Сказанное отражено в нормативном документе РД 31.31.20-81. "Указания по конструированию гидротехнических сооружений из кладки массивов равной массы" - М.,СМНИИП, 1981.- 61 с.